# Invasion de la Géorgie (1742)
 (septembre 2014).
Si vous disposez d'ouvrages ou d'articles de référence ou si vous connaissez des sites web de qualité traitant du thème abordé ici, merci de compléter l'article en donnant les références utiles à sa vérifiabilité et en les liant à la section « Notes et références ».
Guerre de l'oreille de Jenkins
Batailles
- Portobelo
- 8 avril 1740
- Fort Mose (en)
- Saint Augustine
- Expédition Anson
- Carthagène des Indes
- Santiago de Cuba (1re)
- Géorgie
- La Guaira (en)
- Puerto Cabello (en)
- Cape Sicié
- Panama
- Bloody Marsh
- Bahamas
- Glorioso
- 18 mars 1748
- Santiago de Cuba (2e) (en)
- La Havane

L'invasion de la Géorgie de 1742 fut une campagne militaire menée par les forces espagnoles, dans le cadre de la guerre de l'oreille de Jenkins et depuis leur colonie de Floride, et dont l'objectif fut d'essayer d'enlever et d'occuper les territoires disputés tenus par la colonie britannique de Géorgie, dans les actuels États-Unis du sud. Les troupes britanniques locales, sous les ordres du gouverneur James Oglethorpe, atteignirent et défirent finalement les Espagnols aux batailles de Bloody Marsh et de Gully Hole Creek (en), les forçant à battre en retraite. Les possessions britanniques de Géorgie furent officiellement reconnues par l'Espagne par le traité de Madrid.

## Contexte
La colonie de Géorgie constituait depuis sa fondation en 1733 une source de conflit entre Britanniques et Espagnols. L'Espagne réclamait le territoire au profit de sa colonie de Floride et contestait ce qu'elle considérait comme une occupation illégale par les colons britanniques. La Convention de Pardo de 1739 tenta de régler pacifiquement le différend, mais l'Espagne refusa d'abandonner ses revendications. Quand la guerre de l'oreille de Jenkins éclata la même année, les Espagnols commencèrent à mettre en place les plans d'une invasion de la Géorgie.
Le gouverneur britannique James Oglethorpe leva des troupes à effectifs réduits et devança l'ennemi en conduisant l'invasion de la Floride en 1740, espérant ainsi prévenir les futures offensives espagnoles. Les Britanniques assiégèrent Saint Augustine mais y furent mis en échec. Leurs ennemis refoulés, le commandant espagnol Manuel de Montiano (en) eut la voie libre afin de lancer l'attaque prévue sur la Géorgie. En raison des pressions que connaissaient à la même époque les troupes britanniques sur les autres théâtres d'opérations, aucun renfort ne put être envoyé aux forces stationnées en Géorgie.

## Sources
1. ↑  Philippe Chassaigne, Histoire de l'Angleterre, Flammarion, coll. « Champs », 2020 (ISBN 978-2-08-151274-0)

- (en) Joseph R. Colin, The American Past : a survey of American history, City, Wadsworth Pub Co, 2008, V.1 to 1877 -- v. 2 Since 1865 (ISBN 978-0-495-56610-6 et 978-0-495-56622-9, OCLC 1054958728)
- (en) David F. Marley, Wars of the Americas : a chronology of armed conflict in the New World, 1492 to the present, Santa Barbara, Calif, ABC-CLIO, 1998 (ISBN 978-0-874-36837-6, OCLC 222091427, lire en ligne)
- (en) John M. Murrin et al., Liberty, equality, power : a history of the American people, Boston, Thomson Wadsworth, 2008, v. 1. To 1877 -- v. 2. Since 1863 (ISBN 978-0-495-41102-4, 978-0-495-41103-1 et 978-0-495-50244-9, OCLC 144222367)